# گل‌خراش‌های نرم‌بال
گُل‌خراش‌های نرم‌بال (نام علمی: Melyridae) نام یک تیره از بالاخانواده رنگارنگ‌واران است.